# Босански Осредци
Босански Осредци су насељено мјесто у Босни и Херцеговини, у општини Бихаћ, које административно припада Федерацији Босне и Херцеговине. Прије рата, према попису становништва из 1991. у насељу је живјело 219 становника. Након рата према попису из 2013. у Босанским Осредцима је живјело 18. становника.

## Историја
Прије рата мјесто је било у саставу општине Дрвар.

## Становништво
| Националност       | 2013. | 1991. | 1981. | 1971. | 1961. |
| Срби               | 18    | 217   | 290   | 400   | 509   |
| Хрвати             |       | 1     |       |       | 9     |
| Југословени        |       |       | 7     |       |       |
| Муслимани          |       | 1     |       |       |       |
| остали и непознато |       |       | 2     | 1     |       |
| Укупно             | 18    | 219   | 299   | 401   | 515   |

| Демографија | Демографија | Демографија |
| Година      | Становника  | Становника  |
| ----------- | ----------- | ----------- |
| 1961.       | 515         |             |
| 1971.       | 401         |             |
| 1981.       | 299         |             |
| 1991.       | 219         |             |
| 2013.       | 18          |             |

## Знамените личности
- Петар Рађеновић (1885-1941) свјештеник и етнограф, сарадник Јована Цвијића при проучавању Босанске Крајине.[3]